# Zurab Noghaideli
Zurab Noghaideli (in georgiano ზურაბ ნოღაიდელი; Kobuleti, 22 ottobre 1964) è un politico georgiano.
Dal febbraio 2005 al novembre 2007 è stato il Primo ministro della Georgia. Ha lasciato l'incarico a causa di problemi di salute.
Dal 1992 al 2000 è stato membro del Parlamento.
Dal 2000 al 2002 ha ricoperto l'incarico di ministro delle Finanze del governo guidato da Zurab Zhvania.